# اكيوض (تكديرت)
اكيوض هو دُوَّار يقع بجماعة أتليت، إقليم طاطا، جهة سوس ماسة في المملكة المغربية. ينتمي الدوّار لمشيخة تكديرت التي تضم 8 دواوير. يقدر عدد سكانه بـ 169 نسمة حسب الإحصاء الرسمي للسكان والسكنى لسنة 2004.

## روابط خارجية
- البوابة الوطنية للجماعات الترابية
- المندوبية السامية للتخطيط